# Nicolas Antiba
Nicolas Antiba BA (Alepo, 25 de dezembro de 1945) é um religioso sírio e arcebispo católico grego melquita aposentado de Bosra e Hauran.

## Biografia
Nicolau Antiba ingressou na ordem religiosa dos Basilianos de Aleppo, emitiu a profissão em 23 de março de 1964 e foi ordenado sacerdote em 19 de setembro de 1971. O Capítulo da Ordem o elegeu Superior Geral em 1989. Ele renunciou ao cargo em 1995.
O Sínodo da Igreja Greco-Católica Melquita o elegeu arcebispo de Bosra e Hauran em 22 de junho de 2012. Esta eleição foi confirmada pelo Papa Francisco em 2 de maio de 2013. O Patriarca Melquita Gregório III Laham doou-lhe a ordenação episcopal em 25 de agosto de 2013. Os co-consagradores foram seu antecessor Boulos Nassif Borkhoche e o Exarca Apostólico na Venezuela, Georges Kahhalé Zouhaïraty. 